# Jean-Luc Guionnet
Pour les articles homonymes, voir Guionnet.
Jean-Luc Guionnet (né le 29 janvier 1966) est un saxophoniste alto et organiste français de musique improvisée et free jazz. Il est aussi plasticien, performer et compositeur de musique électroacoustique.

## Biographie
Il a suivi des études d'esthétique à la Sorbonne avec Geneviève Clancy, Iannis Xenakis et Bernard Tesseydre.
Il collabore avec Eric La Casa, Eric Cordier, Edward Perraud, Dan Warburton, Pascal Battus, Thomas Tilly, etc. Il joue notamment au sein des groupes Hubbub, Phéromone et The Ames Room (avec Claython Thomas et Will Guthrie).

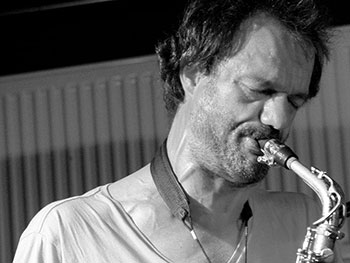
Jean-Luc Guionnet en 2015.